# Kapelle Hemmingen

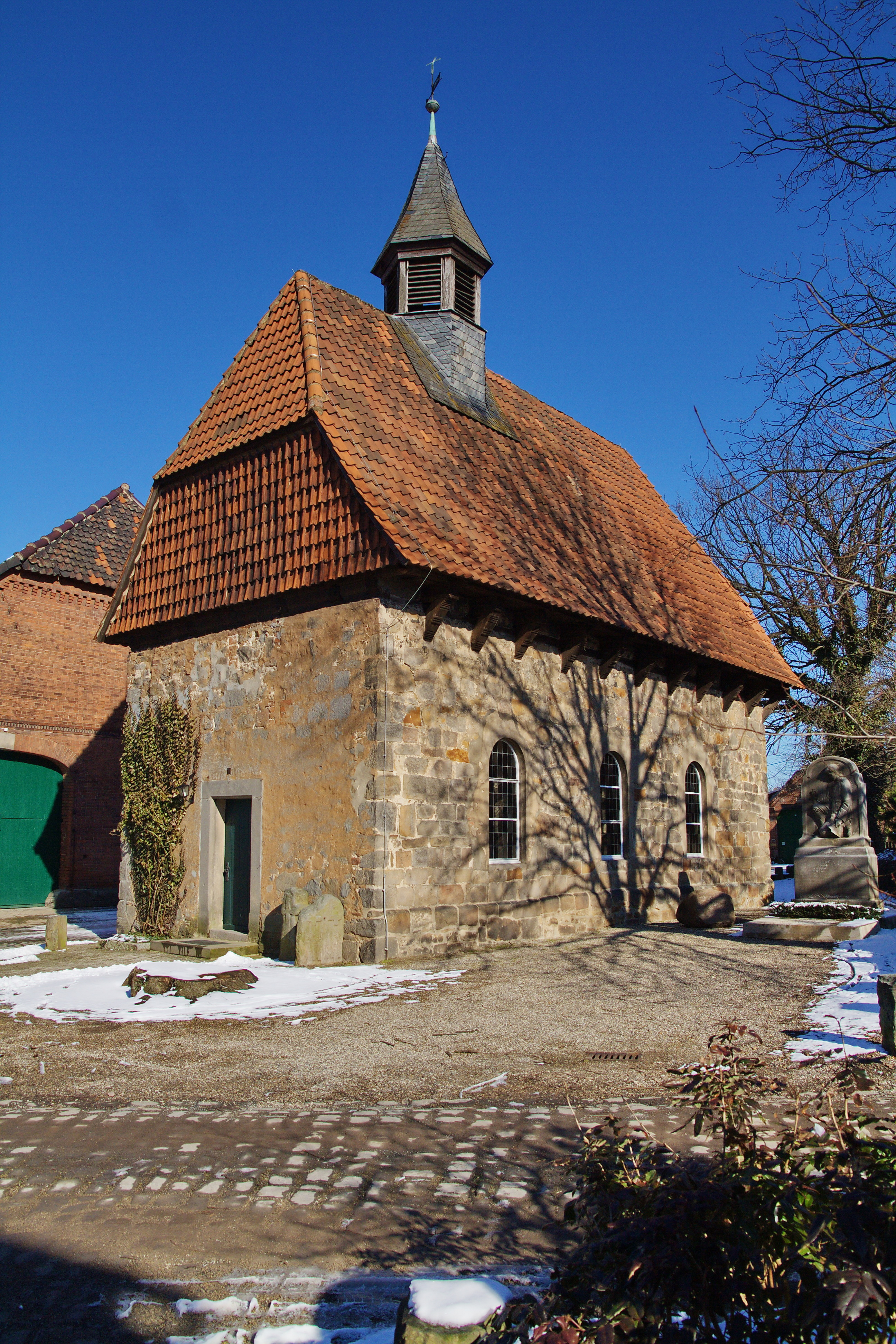
Die Kapelle Hemmingen

Die Kapelle Hemmingen ist die Kapelle der Kapellengemeinde Hemmingen. Die Kapelle im alten Dorfkern von Hemmingen gehört zur evangelisch-lutherischen Trinitatis-Kirchengemeinde in Hemmingen-Westerfeld.

## Beschreibung
Die denkmalgeschützte, namenlose Kapelle in Hemmingen stammt etwa aus der Mitte des 16. Jahrhunderts.
Das aus Bruchsteinen erbaute Gebäude hat eine äußere Breite von 6,6 m und Länge von 14 m.
Die Hemminger Kapelle war wie die Kapellen in den Nachbardörfern Arnum, Devese und Harkenbleck eine zweigeschossige Wehrkapelle.
Irgendwann nach dem Dreißigjährigen Krieg wurden außer an der Ostseite die kleinen Fensteröffnungen vermauert. Es gab nun einen spitzbogige Türöffnung und rechteckige Fenster in der Südwand.
Das bei den Umbauten hinzugefügte pfannengedeckte Satteldach hat zwei zur Hälfte abgewalmte Fachwerkgiebel. Der westliche ist mit Dachpfannen behängt, der östliche ausgemauert. Der an drei Seiten vorstehende Dachsockel stützt sich auf profilierte Konsolen.
Ende des 19. Jahrhunderts erfolgte ein weiterer größerer Umbau, laut überlieferter Inschrift der Wetterfahne wohl im Jahr 1890.
Der Glockenstuhl am Westende des Dachfirsts wurde durch einen hölzernen sechseckigen Dachreiter auf der westlichen Dachhälfte ersetzt. Die Kapelle wird seitdem von der Westseite durch eine Tür in einem Sandsteinrahmen mit waagerechtem Sturz betreten. Die alte Tür und die beiden Fenster an der Südseite machten Platz für drei große Rundbogenfenster.
Bei diesem Umbau zu einer Saalkirche wurde im Kapelleninneren die hölzerne Zwischendecke entfernt und eine Empore eingebaut.
Die neue Wetterfahne auf dem Dachreiter trägt die Jahreszahl 1956.

## Ausstattung
Prunkstück der Kapelle ist ein spätgotischer hölzerner Altarschrein. Er ist das Mittelteil eines Flügelaltars, dessen Flügel verschollen sind.
Die Glocke mit 54 cm Durchmesser wurde 1662 durch Ludolf Siegfriedt gegossen. Sie ist laut einer zweizeiligen Inschrift an ihrem Hals eine Stiftung sämtlicher Einwohner der „Dorfschaft Hemmy“.
Im Oktober 1998 erhielt die Kapelle eine neue Truhenorgel.

## Nutzung
Die Kapelle Hemmingen gehörte bis 1976 zum Kirchspiel der St.-Vitus-Kirche in Wilkenburg. Dann wurde sie der ihrerseits erst 1949 von der Kapellengemeinde Hemmingen abgespaltenen Trinitatisgemeinde im Ortsteil Hemmingen-Westerfeld angeschlossen.
Die Kapelle wird einmal monatlich sowie an Feiertagen zum Gottesdienst genutzt. Gelegentlich finden in ihr Konzertauftritte statt.